# RENFE-Baureihe 7800
Die Baureihe 7800 (später Baureihe 278), spanisch umgangssprachlich Panchorga (deutsch: eine behäbige Frau), ist eine für Renfe entwickelte Elektrolokomotive für den Güterzugverkehr aus den 1950er Jahren. 

## Einsatz

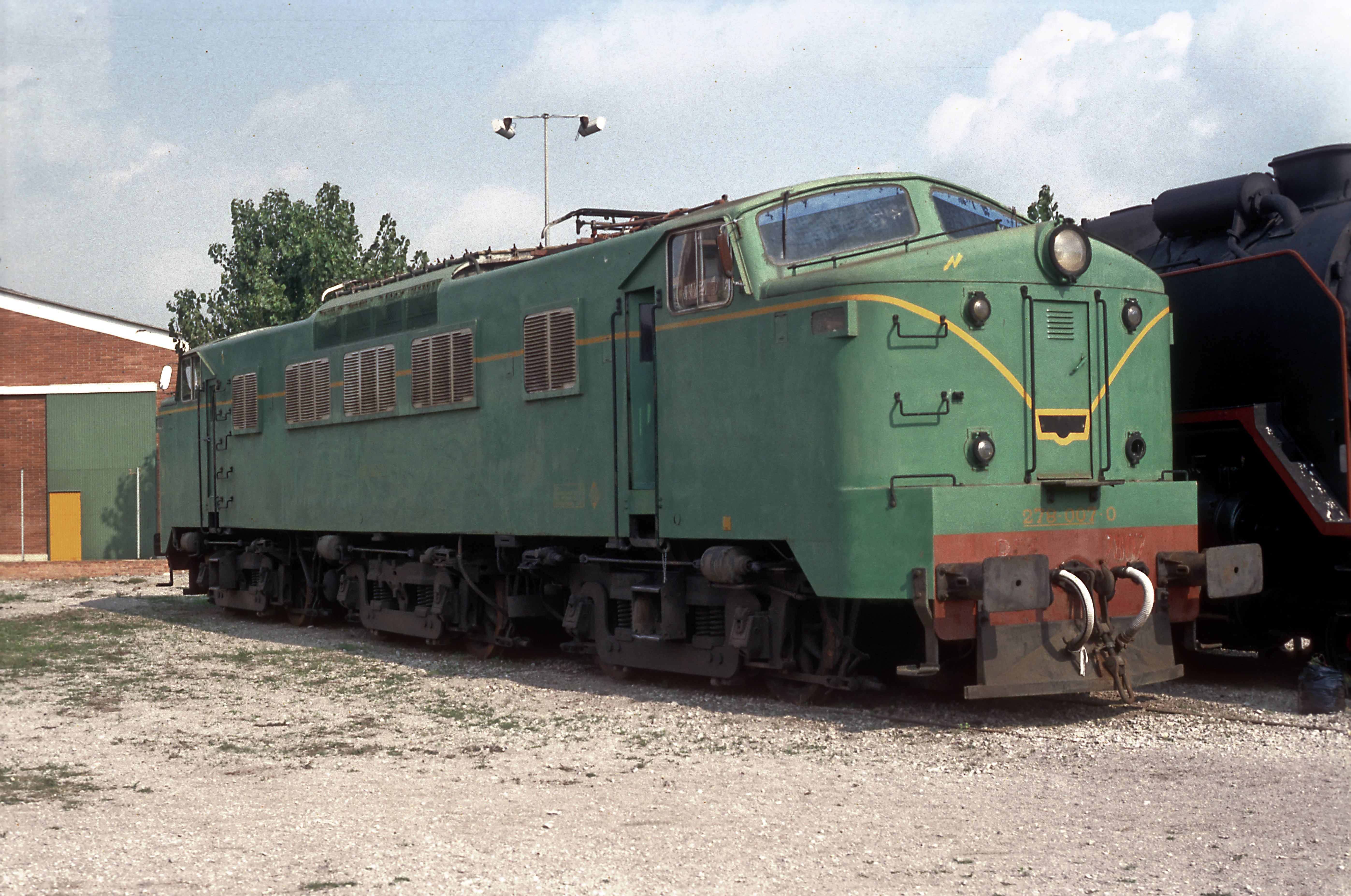
278 007 ausgestellt im Eisenbahnmuseum von Katalonien (Oktober 1995)

Die Lokomotiven wurden beschafft für das Führen der Güterzüge auf den neu elektrifizierten Strecken in Andalusien, deren langwierige Reparatur von den Schäden des Spanischen Bürgerkrieges erst gerade abgeschlossen worden war. Die Serie bestand aus 29 Lokomotiven, die in zwei Serien als Baureihe 7800 geliefert worden sind: die ersten 20 Stück (7801–7820) in den Jahren 1954 und 1955, weitere 9 Stück (7821–7829) in den Jahren 1959 und 1960. Die zweite Serie wurde als Hilfe von Amerika deklariert und war ein Gegengeschäft für das Recht der USA in Spanien Militärbasen errichten zu können. 
Nach der neuen Nummerierung von Renfe wurden die Lokomotiven zur Baureihe 278. 
Die Baureihe stand vierzig Jahre im Einsatz, die letzte Fahrt einer 278 fand am 10. Januar 1992 mit der Lokomotive 278 020 statt. Es sind drei Lokomotiven der Baureihe erhalten geblieben, wobei alle nicht betriebsfähig sind: die Lokomotive 278 001 ist in Alcázar de San Juan hinterstellt, Lokomotive 278 007 ist im Eisenbahnmuseum von Katalonien in Vilanova i la Geltrú ausgestellt und Lokomotive 278 009 ist beim Museum der Eisenbahnfreunde von Saragossa (AZAFT) untergebracht.  
Im Gegensatz zu den gleichzeitig beschafften Co’Co’-Schnellzuglokomotiven der RENFE-Baureihe 7600 konnten die Panchorgas nie wirklich überzeugen. Sie waren vor allem unbeliebt wegen der hohen Abnutzung der Gleise, welche dem mittleren Drehgestell und dem hohen Gewicht der Lok zugeschrieben wurde.

## Technik
Die Baureihe 7800 waren die ersten Lokomotiven mit der Achsfolge Bo’Bo’Bo’ in Spanien, es folgten später weitere Loks mit dieser Achsfolge, die RENFE Baureihe 251. Der mechanische Teil wurde von Sociedad Española de Construcción Naval, der Werft der spanischen Kriegsmarine nach Zeichnungen von Baldwin gebaut, der elektrische Teil stammte von Westinghouse. 
Die Führerstände waren mit den in den USA üblichen Bedienelementen ausgestattet. In den Vorbauten war je ein Kompressor untergebracht, für das Heben der Stromabnehmer beim Aufrüsten der Lokomotive war eine Handpumpe vorgesehen. Die Fahrmotoren wurden über Vorwiderstände geregelt. Bei den ersten 15 Fahrstufen waren alle sechs Fahrmotoren in Serie geschaltet, danach folgte bis Fahrstufe 35 eine Parallelschaltung von je drei Fahrmotoren in Serie, wobei die Motoren 1, 3 und 5, respektive 2, 4 und 6 zu einer Serie zusammengefasst waren. Nach Fahrstufe 35 folgte die Parallelschaltung von je zwei Fahrmotoren in Serie, wobei die Fahrmotoren 1 und 3, 2 und 5, sowie 4 und 6 je eine Serie bildeten. Die Lokomotiven waren mit einer Steuerung für Doppeltraktion ausgerüstet, die aber betrieblich kaum verwendet wurde.